# بخش گوآیرا
بخش گوآیرا (به اسپانیایی: Departamento de Guairá) یک منطقهٔ مسکونی در پاراگوئه است که در پاراگوئه واقع شده‌است. بخش گوآیرا ۳٬۸۴۶ کیلومتر مربع مساحت و ۱۹۰٬۰۳۵ نفر جمعیت دارد.